# 大村鯨

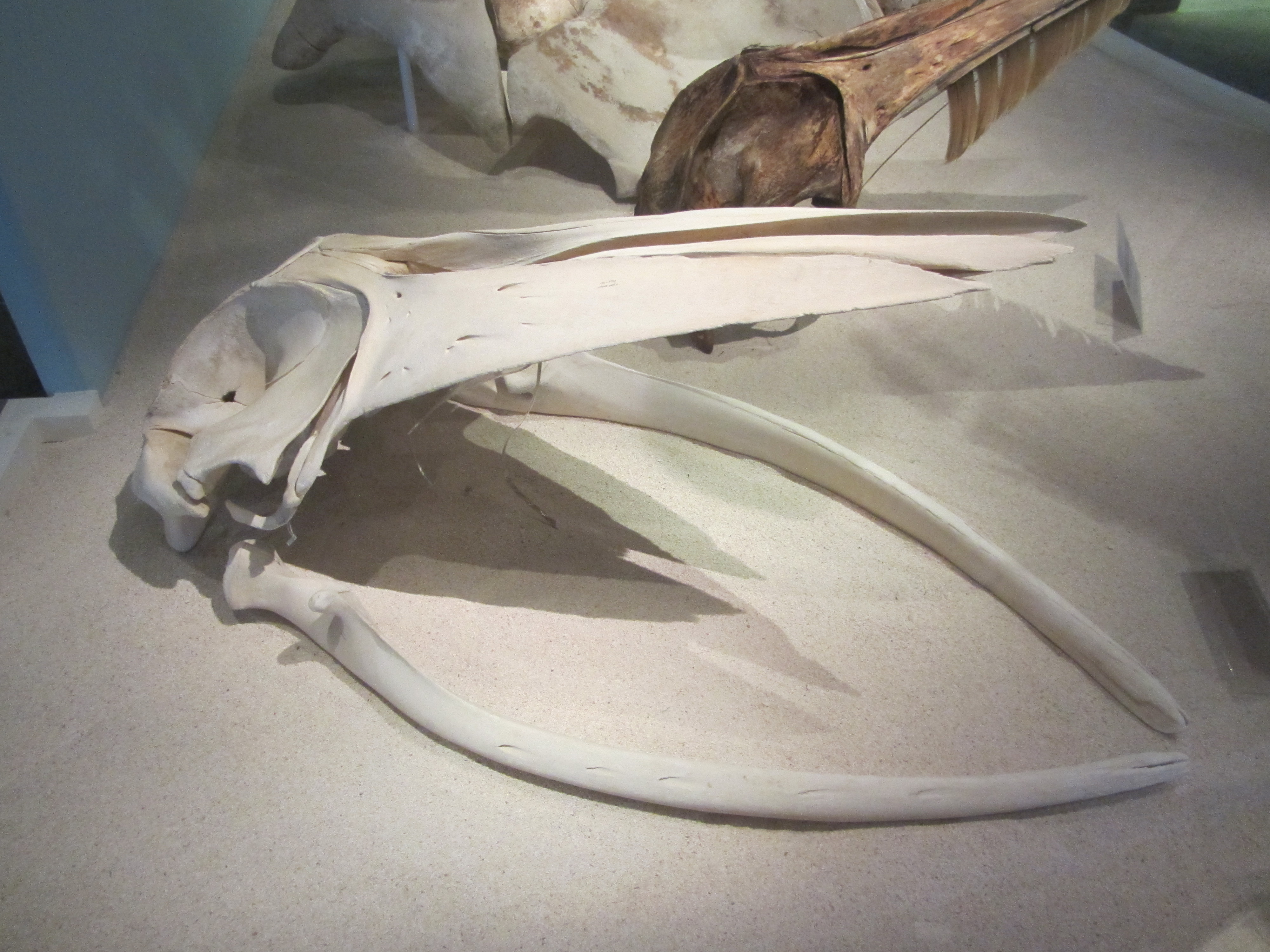
保存於台灣台中市國立自然科學博物館的大村鯨頭骨

大村鯨又稱角島鯨，屬鬚鯨科，直到2003年才被確認與命名。
因為模式標本是擱淺在日本山口縣的角島（Tsunoshima），故又俗名「角島鯨」。它的種小名 omurai 則是為了紀念日本的鯨豚學者大村秀雄。
成年大村鯨身長可達11公尺，屬中型鯨，外型極似長鬚鯨，但較長鬚鯨（體長可達26公尺）小很多。

## 分布
已知分布海域為西太平洋地區，在2015年於馬達加斯加外海，首次被用鏡頭捕捉到活動影像，台灣賞鯨業者則在2017年5月於花蓮外海拍攝到鯨魚的特徵是左下顎黑色色塊、胸鰭白色邊緣與背鰭形狀等，經多處特徵判定後，極可能就是罕見的「大村鯨」。標本來自日本、台灣、菲律賓、澳洲與所羅門群島，台灣的大村鯨標本，目前絕大多數保存於台中市的國立自然科學博物館。

## 發現史
1970年代末，和田志郎從遠洋水產研究所鯨魚資源實驗室研究被捕獲的鯨魚，由1976年太平洋熱帶海域所羅門海雌雄各三條鯨魚樣本及1978年在科科斯群島捕獲二條雌性鯨魚樣本中發現獨特基因。儘管鯨魚長度介於9.6米 - 11.5米，卻是成年鯨魚。當時和田志郎認為這些鯨魚是全新物種，並投稿至科學期刊《Nature》，但是被認為證據不足，並未刊登。
1998年9月11日，日本漁船與鯨魚在山口縣角島近海（本州之間的海域）相撞。根據報導指出，這條鯨魚體長約11米，在事故發生時已經死亡或瀕臨死亡。鯨魚和海豚在這個地區很少見，健康的鯨魚不太可能與慢速船隻碰撞。國家科學博物館山田格保存遺體，並交由漁業研究中心中央水產研究所、岩手縣立博物館、日本鯨類研究所進行研究。調查開始三天后，遺體腐敗嚴重，難以詳細調查易發生腐敗的部位，例如軟組織。然而，骨骼的狀況仍然表明這條鯨魚已經成年，因此可以肯定這條鯨魚不是未成年的大型鯨魚。此外，這條鯨魚髖骨的形態獨特，可能是病變個體或未知物種。頭骨也顯示出獨特的形狀。科學家從鼻骨周圍的形狀和線粒體的DNA確認這條鯨魚以及之前發現的八個標本是全新物種。
日本科學家和田志郎、大石雅之、山田格等三人於2003年11月20日在科學期刊《Nature》 發表論文，確認全新物種大村鯨。大村鯨長相易與長鬚鯨、布氏鯨、塞鯨等鬚鯨科成員混淆。為此歷經三年時間，作者遠赴所有標本可能出現國家，進行標本比對與鑑定。因在骨骼形態、鬚板數量（單側僅200片左右）及DNA分析結果確有獨特的特徵，證實為新種。

## 重要出沒紀錄及主要出没地点
- 石梯坪[7][8]
- 花蓮[4]
- 香港紅石門        一宗屍體擱淺記錄